# South Bank Tower
Southbank Tower (precedentemente South Bank Tower e King's Reach Tower fino al 2013) è un grattacielo in Stamford Street di Southwark a Londra. In origine era una struttura di trenta piani, alta 111 metri, e fu completata nel 1972, progettata dall'architetto Richard Seifert e costruita da John Laing. Negli ultimi anni, la torre ha subito un'ampia riqualificazione e un aumento di altezza.
La torre è simile nel design alla Tower 42, progettata dallo stesso architetto.

## Proprietari precedenti
La torre era la sede di IPC Media, una delle più grandi case editrici d'Europa. Alla fine degli anni 1970, divenne parte del mito che circonda il fumetto britannico 2000 AD, pubblicato da IPC, e l'edificio venne raffigurato come sede del "Nerve Centre" del suo editore alieno, Tharg. Nel 2007 IPC si è trasferita al Blue Fin Building nella vicina Bankside.

## Riqualificazione
Nel febbraio 2005 gli allora proprietari Capital &amp; Counties Properties chiesero il permesso di ricostruzione, con un progetto di Make Architects, per rimodellare la torre estendendola a 34 piani insieme a edifici sostitutivi per l'edificio a forma di T alla sua base. Il permesso venne accordato nel 2005 ma la ristrutturazione non venne realizzata.

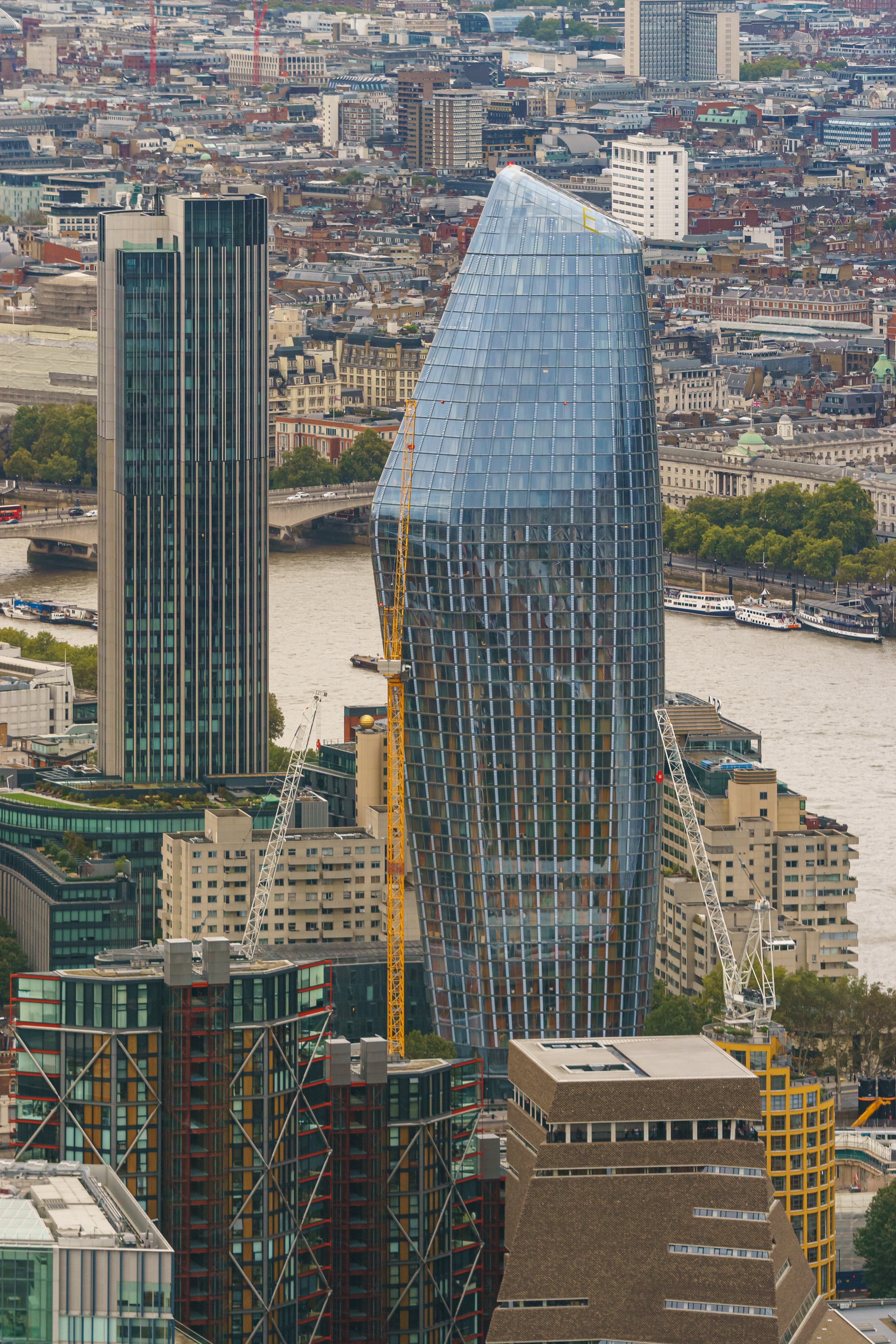
South Bank Tower e One Blackfriars visti da The Shard

Capital and Counties vendettero la proprietà alla Buckingham Securities di Simon Halabi nel 2006 per 80 milioni di sterline.
Come parte della loro joint venture, CIT e Jadwa Investment acquistarono la proprietà per 60 milioni di sterline nel 2010. Nel luglio 2011 CIT ottenne l'autorizzazione edilizia per convertire l'edificio ad uso residenziale insieme ad altri usi misti. La ristrutturazione dell'edificio iniziò nel gennaio 2013. Originariamente erano previsti sei nuovi piani da aggiungere alla torre, aumentando la sua altezza a circa 128 metri. La nuova torre doveva ospitare 173 appartamenti, con unità commerciali da costruire intorno alla base e l'edificio a podio esistente aumentato in altezza e trasformato in nuovi uffici.
A metà 2013, CIT chiese il permesso di aumentare l'altezza della torre di ulteriori 5 piani, cosa che avrebbe portato la torre a 155 metri. Con questo aumento sarebbero stati resi disponibili 18 appartamenti aggiuntivi. Il progetto venne approvato dai consiglieri di Southwark il 16 luglio 2013.
Nel settembre 2012 la società ottenne 250 milioni di sterline di finanziamenti da un consorzio di istituzioni finanziarie mediorientali.
Nel 2015 l'edificio è stato acquistato da Hermes Central London Limited Partnership che ha incaricato TPBennett llp di eseguire un progetto di allestimento CAT A per tutti gli spazi commerciali, di ridisegnare le facciate commerciali non ancora completate e di rimodellare l'ingresso alla strada centrale e entrambi gli ingressi degli uffici. Questi lavori hanno anche incorporato una nuova scala di 9 piani sospesa dal lato dell'edificio a torre. I lavori aggiuntivi sono stati completati nel 2017.